# 므나이드라

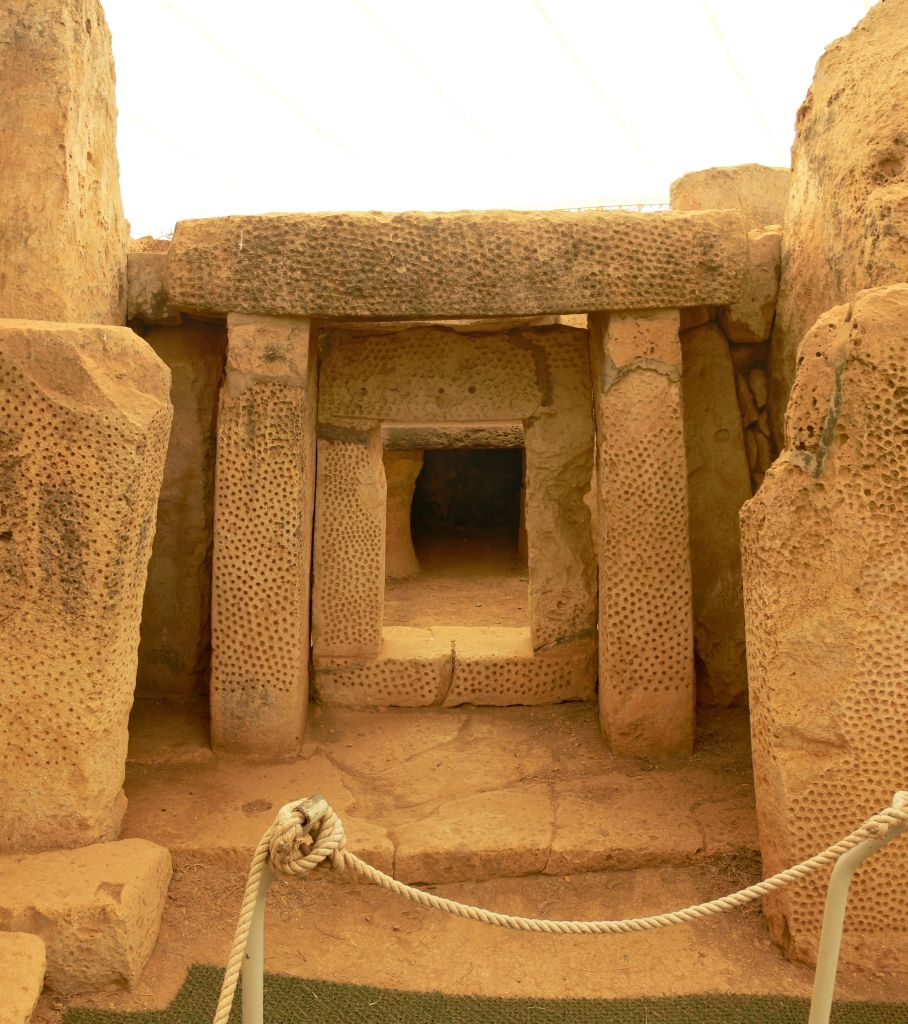
므나이드라 신전

므나이드라(영어: Mnajdra, 몰타어: L-Imnajdra)는 몰타 남부 연안 렌디에 있는 거석기념물이자 신전 유적이다. 기원전 3600년경에서 기원전 3200년경 사이에 석회암으로 지어졌다. 므나이드라 신전은 지구상에서 가장 오래된 고대 종교 유적 가운데 하나로 여겨진다. 1992년 유네스코 세계유산에 등재된 몰타의 거석 신전에 포함되었다. 몰타의 1, 2, 5유로센트 주화 앞면에는 므나이드라 신전이 그려져 있다.

## 같이 보기
- 타르신 신전